# Корытный, Александр Александрович
Александр Александрович Корытный (16 июля 1948, Первомайск — 28 ноября 2018) — советский и российский театральный художник, заслуженный работник культуры РСФСР (1986).

## Биография
Родился 16 июля 1948 года в Первомайске. В 1967 году начал карьеру в Новосибирском областном театре кукол. Первой его работой как театрального художника стал спектакль «Три поросёнка и Серый Волк».
Стажировался в Московском государственном Центральном театре кукол. В 1977 году под управлением С. В. Образцова поставил на сцене Новосибирска спектакли «Сокровище Сильвестра», «Колокола-Лебеди».
Оформил свыше 200 спектаклей в новосибирском кукольном театре и не менее 40 представлений в других театрах Сибири.
С 1982 года состоял в Международном союзе кукольных театров (UNIMA).
Преподавал технику создания театральной куклы в Новосибирском театральном училище на курсе «Актёр театра кукол», а также в школе «Кукольник» при Новосибирском государственном областном Доме народного творчества.
Умер 28 ноября 2018 года. Прах художника покоится в колумбарии Новосибирского крематория.